# El Poder de Machín
Albums de Amparanoïa
Feria furiosa
(1999)
Singles
1. Hacer Dinero
Sortie : 1997
2. En la Noche
Sortie : 1997
3. Me lo Hago Sola
Sortie : 1997
4. Que te Den
Sortie : 1997

El Poder de Machín est le premier album studio du groupe espagnol de rock alternatif latino Amparanoïa, sorti en juin 1997,, avec la participation de Manu Chao, Victor Coyote et Sergio Rodriguez.

## Développement
En 1997, après avoir plongé aux origines du blues, de la soul et de la griffe latino-américaine, le groupe sort l'album El Poder de Machín (une référence au chanteur de boléro Antonio Machín) qu'il cherche depuis des années et produit, donc,  un album avec une forte influence latine, avec rancheras et boléros, un album pop.
La chanson Hacer dinero se retrouve dans la bande originale du film espagnol Barrio (1998) de Fernando León de Aranoa.

## Liste des titres
Toutes les chansons sont écrites et composées par Amparo Sanchez.
| 1.    | Hacer dinero    | 3:09 |
| 2.    | Moreno          | 3:45 |
| 3.    | En la noche     | 4:01 |
| 4.    | Buen rollito    | 2:51 |
| 5.    | Me lo hago sola | 3:38 |
| 6.    | Mi amor se fué  | 3:46 |
| 7.    | La semana       | 4:03 |
| 8.    | Sidikaouki      | 4:42 |
| 9.    | Sidi Beach      | 1:47 |
| 10.   | Que te den      | 2:56 |
| 11.   | Killed Me       | 3:50 |
| 12.   | El achuchón     | 4:23 |
| 13.   | Paranoia V.O.   | 1:46 |
| 44:38 |                 |      |

## Personnel
- Amparo Sanchez – chant (frontman), guitare acoustique
- Manu Chao – guitare, chant
- Robert Johnson – guitare électrique
- Jairo Zavala – guitare
- Andrés Cisneros – percussions
- Yago Salorio – basse
- Sito Camacho – cajón
- Alfonso Rivas – congas, bongo
- Piluca la Terremoto – chœurs